# 湖邪尸逐侯鞮单于
湖邪尸逐侯鞮单于（？—85年），挛鞮氏，名长，南匈奴第六任單于，為匈奴醢落尸逐鞮單于之子，63年（东汉永平六年），他的堂兄丘除车林鞮單于死，长立為湖邪尸逐侯鞮單于。继续保持与汉和好关系，不断与北匈奴攻战。66年，派遣伊秩訾王大车且渠至汉就学。73年，汉明帝发四路大军征讨北匈奴，湖邪尸逐侯鞮單于也率众参加，派遣左贤王信随汉将祭彤出朔方高阙塞（在今内蒙古临河西北）击北匈奴皋林温禺犊王。76年，与缘边郡兵、乌桓兵在涿邪山再击皋林温禺犊王，斩降数千。84年，攻掠北匈奴伊莫訾王商队。由于南匈奴、丁零、鲜卑、西域从四面攻北匈奴，使北匈奴不再自立，远遁而去。85年，湖邪尸逐侯鞮單于去世。

## 子
- 万氏尸逐鞮单于，檀。98年-124年在位
- 乌稽侯尸逐鞮单于，拔。124年-128年在位
- 去特若尸逐就单于，休利。128年-140年在位
- 左贤王，140年，南匈奴左部句龙王吾斯、车纽等叛汉，护匈奴中郎将陈龟逼迫单于自杀，去特若尸逐就单于与其弟左贤王同时自杀